# 곽지균
곽지균(본명: 곽정균, 1954년 11월 10일 ~ 2010년 5월 25일)은 대한민국의 영화 감독이자 드라마 제작가이다. 1986년 영화 《겨울 나그네》로 데뷔하였다. 2010년 5월 25일, 대전 자택에서 연탄가스를 피워둔 채 극단적인 선택을 해, 향년 57세로 세상을 떠났다.

## 학력
- 대전고등학교(52회)
- 서울예술대학 영화과

## 참여 작품
- 1980년 《깃발없는 기수》 - 조감독
- 1982년 《탄야》 - 각색
- 1984년 《그해 겨울은 따뜻했네》 - 연출부
- 1984년 《사슴 사냥》 - 각본
- 1984년 《장대를 잡은 여자》 - 각색
- 1986년 《겨울 나그네》 - 감독
- 1987년 《두 여자의 집》 - 각본, 감독
- 1989년 《상처》 - 감독
- 1989년 《그 후로도 오랫동안》 - 감독
- 1991년 《젊은 날의 초상》 - 감독
- 1992년 《이혼하지 않은 여자》 - 감독
- 1992년 《걸어서 하늘까지》 - 각색
- 1994년 《장미의 나날》 - 감독
- 1997년 《깊은 슬픔》 - 각색, 감독
- 2000년 《청춘》 - 각본, 감독
- 2006년 《사랑하니까, 괜찮아》 - 각본, 각색, 감독

## 수상
- 1986년 제25회 대종상 신인감독상 《겨울 나그네》
- 1986년 제6회 한국영화평론가협회상 신인감독상 《겨울 나그네》
- 1991년 제29회 대종상 감독상 《젊은 날의 초상》
- 1991년 제29회 대종상 최우수작품상 《젊은 날의 초상》
- 1992년 제30회 대종상 각색상 《걸어서 하늘까지》

## 자살의 원인
자신의 노트북에서 "일이 없어 괴롭고 힘들다"라는 유서를 남기고 스스로 목숨을 끊은 것으로 전해졌다.